# Брента
Бре́нта (итал. Brenta) — река в Италии, течение которой начинается в провинции Тренто и заканчивается в Адриатическом море. В области Трентино-Альто-Адидже река порождает одноимённую долину. Брента впадает в Венецианский залив, расположенный в области Венето. Длина — 174 км. Площадь бассейна — 1600 км². Средний расход воды — 78 м³/с. Высота истока — 450 м над уровнем моря.
Во времена Древнего Рима реку называли Медоакус (лат. Medoacus), и неподалёку от Падуи она разделялась на два рукава, Медоакус Майор и Медоакус Минор. В Средние века река изменила своё течение, и её русло, проходящее через Падую, было занято рекой Баккильоне. В 899 году на реке потерпел сокрушительное поражение от мадьяр король Италии Беренгар I.
В XVI веке от реки был проведён первый канал, который шёл от деревни Стра до Адриатического моря в обход Венецианского залива. Второй канал, его часто называют Ривьера-дель-Брента (итал. Riviera del Brenta), был проложен для того, чтобы соединить Венецию и Падую (которая была по сути второй столицей Венецианской Республики).
Брента была очень важной транспортной артерией. На берегах как самой реки, так и Ривьера дель Брента стоят вилла Фоскари, вилла Пизани и множество иных дворцов и особняков, куда удалялись на летние месяцы состоятельные жители Венеции.
В Бассано-дель-Граппа реку пересекает Понте Веккьо, или мост Альпини, деревянный понтонный мост, спроектированный Андреа Палладио в 1569 году.

## Образ в литературе
В русской поэзии Бренту воспел Пушкин, который, вероятно, связал её с кругом венецианских образов вслед за Байроном (несмотря на то, что Брента впадает в Адриатическое море за пределами венецианской лагуны). В лирическом отступлении первой главы «Евгения Онегина» он восклицает: «Адриатические волны, //О Брента! нет, увижу вас //И, вдохновенья снова полный, //Услышу ваш волшебный глас!». В сходном контексте упоминается Брента и в стихотворении И. И. Козлова «Венецианская ночь» (Ночь весенняя дышала //Светло-южною красой; //Тихо Брента протекала, //Серебримая луной), получившем широкую известность благодаря одноимённому романсу М. И. Глинки.
Владислав Ходасевич, разочарованный посещением Бренты, в стихотворном ответе Пушкину назвал её «рыжей речонкой» и «лживым образом красоты».